# Tuddenham
Tuddenham is een civil parish in het bestuurlijke gebied Forest Heath, in het Engelse graafschap Suffolk met 423 inwoners.